# ジュノー (2010年の映画)
『ジュノー』（Junod）は、2010年5月11日公開の日本映画。文部科学省選定、日本赤十字社推薦。

## 概要
原爆投下後の広島で医療に尽力したスイス人医師マルセル・ジュノーの生涯を描いたノンフィクション伝記映画。その功績に対して日本では知名度が低いジュノー博士について、原爆や戦争の側面よりも「無償の愛」をテーマに描かれる。
キャッチコピーは「国を超え人種を超える愛に生きたスイス人医師の生涯を完全映画化!」。
広島市では2010年5月11日以降に市内各地でホール上映を行った。また、同年8月7日に千葉市でホール上映、9月1日より東京都写真美術館ホールでも上映された。海外上映も検討されており、公式サイトで35mmフィルム製作の寄付が求められた。
2012年8月6日、NHK Eテレにて放送された。

## ストーリー
修学旅行で広島平和記念公園に来た中学生の美依と優子は、マルセル・ジュノー博士の記念碑の前で不思議な光に包まれる。2人の意識は時空を超えて、ジュノー博士の生涯を追体験する。

## キャスト
- マルセル・ジュノー - 家中宏
- 美依（みい） - 豊崎愛生
- 優子（ゆうこ） - 高垣彩陽
- ダグラス・マッカーサー - 小川真司

## スタッフ
- 統括指揮 - 津谷静子
- プロデューサー - 光延青児、岩崎誠
- 監督・絵コンテ・演出 - 木村真一郎
- 脚本 - 山田靖智
- キャラクターデザイン・総作画監督 - 岩佐とも子
- 美術監督 - 西俊樹
- 美術設定 - 綱頭瑛子
- 美術 - 草薙（KUSANAGI）
- 彩色設計 - 柳澤久美子
- CGI - 福田陽
- 撮影監督 - 塩見和欣
- 編集 - 森田清次（森田編集室）
- 音響監督 - 高橋剛
- 音楽 - 朝倉紀行
- 音響効果 - 今野康之
- 音響制作 - ダックスプロダクション（平田哲、高井琢磨）
- 制作デスク - 比嘉勇二
- 制作プロデューサー - 山崎成人
- アニメーション制作 - スタジオ雲雀

## 主題歌
- テーマ曲「いのち樹となりて」
作曲 - 朝倉紀行 / 作詞・歌 - 宮本益光